# Oise
Oise ( fransk udtale ?) er et fransk departement i regionen Picardie. Hovedbyen er Beauvais, og departementet har 766.441 indbyggere (1999).

## Geografi

### Administrativ opdeling
Der er 4 arrondissementer, 21 kantoner og 688 kommuner i Oise.